# Муквеге, Дени
Дени Мукенгере Муквеге (фр. Denis Mukengere Mukwege; род. 1 марта 1955, Костерманвиль,  Киву, Бельгийское Конго) — конголезский гинеколог, офицер ордена Почётного легиона (2013), лауреат Нобелевской премии мира (2018). Более всего известен как основатель и директор госпиталя Панзи, работа которого направлена на оказание медицинской помощи женщинам, ставшим жертвами групповых изнасилований, часто практиковавшихся повстанцами в ходе конфликта в Киву, в результате чего Муквеге был признан крупнейшим современным специалистом в области лечения гинекологических травм. Во время Второй Конголезской войны Муквеге, по некоторым данным, оказал помощь тысячам женщин, некоторым из них — по несколько раз, делая иногда более десяти операций в свой 18-часовой рабочий день. За свою карьеру Муквеге становился лауреатом премии ООН по правам человека (2008), премии Улофа Пальме (2009), и многих других наград. В 2014 году от руководства Европейского союза Муквеге получил премию имени Сахарова за свою работу по реабилитации женщин — жертв сексуального насилия в военное время и уже тогда был объявлен одним из кандидатов на будущее получение Нобелевской премии мира. 
Иностранный член Национальной медицинской академии США (2014).

## Биография

### Молодые годы и образование
Дени Муквеге родился 1 марта 1955 года в городе Костерманвиль в провинции Киву Бельгийского Конго (ныне — Букаву, Южное Киву, Демократическая Республика Конго). Он был третьим ребёнком из девяти в семье пастора-пятидесятника, работавшего в шведской миссии, и с детства посещал вместе с отцом страдавших от болезней людей, после чего решил стать врачом для того, чтобы помочь исцелить тех, за кого молился отец. После получения начального медицинского образования в соседней Бурунди, Муквеге работал в Христианском госпитале в Лемере и первоначально специализировался на педиатрии, но вскоре, столкнувшись с большим количеством случаев послеродовых осложнений у конголезских женщин, не имевших доступа к специализированной медицинской помощи, отправился во Францию, где c 1984 по 1989 год изучал гинекологию и акушерство в Университете Анже.

### Работа и общественная деятельность
После возвращения на родину, в 1989 году Дени создал службу акушерства и гинекологии в Лемере, Заир (так до 1997 года называлась ДРК). Помощь подвергшимся насилию женщинам в массовом порядке начал оказывать с 1994 года, когда в Заир начали — вследствие начавшегося в Руанде геноцида — проникать вооружённые группы хуту. В 1996 году, после начала вооружённого конфликта в Киву, повстанцы-противники диктатуры Мобуту разрушили больницу в Лемере и убили 35 пациентов в своих кроватях. Дени был обвинён в шпионаже, и бежал в багажнике автомобиля в Букаву, где из палаток создал новую больницу с родильным отделением и операционной. Однако в 1998 году все было снова разрушено. В то же время, с момента начала войны и массовых изнасилований, помимо оказания медицинской помощи, Муквеге начал активную кампанию в СМИ, направленную на борьбу с насилием в отношении женщин в ДРК всеми возможными способами, в том числе путём расширения присутствия там миротворцев ООН и дачей многочисленных интервью. На фоне конфликта в 1998 году Муквеге с международной помощью построил госпиталь Панзи в Букаву, став его главным менеджером и хирургом. По некоторым данным, с этого времени и до 2013 год], Муквеге и его коллеги сделали операции более чем 40 тысячам женщин и девочек. На 2013 год госпиталь Панзи является центром практики для Евангелического университета Африки, имеет четыре отделения: акушерство и гинекология, педиатрия, хирургия, внутренние болезни, в которых работают 398 сотрудников. Госпиталь располагает годовым бюджетом в размере 3,2 млн долларов США и имеет 450 коек, из которых 250 — зарезервированы для жертв сексуального насилия, причём пациенты, не могущие позволить оплатить услуги, лечатся бесплатно.

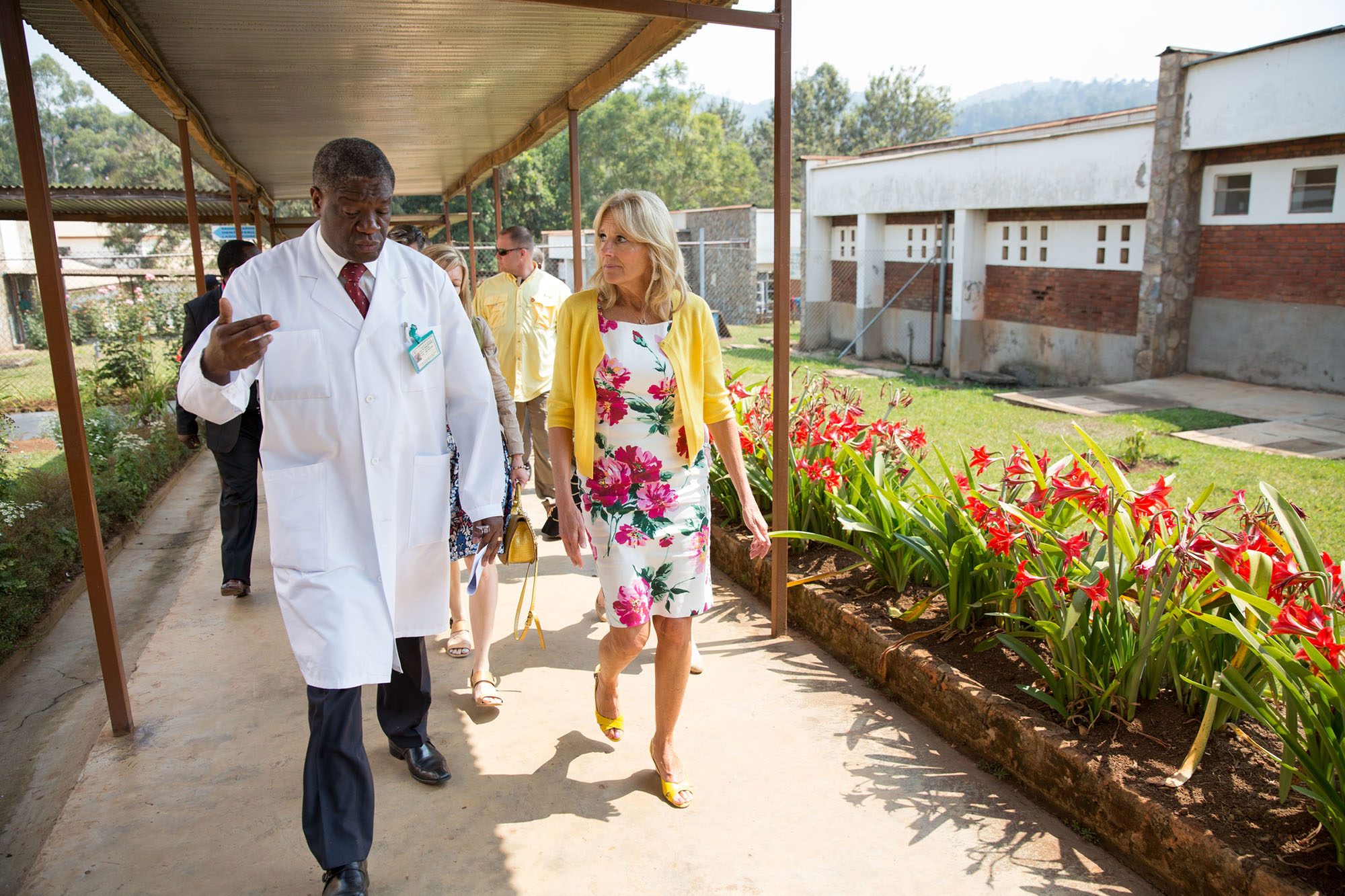
Муквеге с Джилл Байден в госпитале Панзи, 2014 год

25 сентября 2012 года Муквеге, несмотря на угрозы, выступил в штаб-квартире ООН в Нью-Йорке, призвав мировое сообщество единогласно осудить массовые групповые изнасилования в ДРК, сказав, что настало время для «конкретных действий в отношении государств-членов Организации Объединенных Наций, который поддерживают эти зверства прямо или косвенно. Нам не нужно больше доказательств, нам нужны действия, срочные меры, чтобы арестовать виновных в этих преступлениях против человечности и привлечь их к ответственности. Справедливость не подлежит обсуждению». 25 октября 2012 года на дом Муквеге было совершено нападение, когда его самого не было дома, а пятеро преступников взяли в заложники его двух дочерей. По возвращении Муквеге в дом с преступниками расправились его телохранители, однако во время перестрелки сам Муквеге чудом избежал смерти, а один из охранников пожертвовал собой. Это нападение стало шестым за карьеру Муквеге, и после него он вместе с женой и двумя детьми на некоторое время эмигрировал в Европу: сначала в Швецию, а затем в Бельгию, но позже вернулся в ДРК уже в январе 2013 года. В конце 2013 года Муквеге приехал в Париж, чтобы засвидетельствовать зверства, совершенные в отношении женщин в странах, опустошенных войной, отметив, что «ядерные, химические, биологические катастрофы имеют долгосрочные последствия. Ну изнасилование то же самое! Люди, с виду остаются в живых. На самом деле, семьи, деревни, общества разрушаются. Поколение за поколением». Между тем, согласно докладу ООН, опубликованному в начале 2014 года, в течение четырех лет с января 2010 по декабрь 2013 года в ДРК было изнасиловано более 3600 женщин. В том же году Дени стал номинантом на Нобелевскую премию мира.

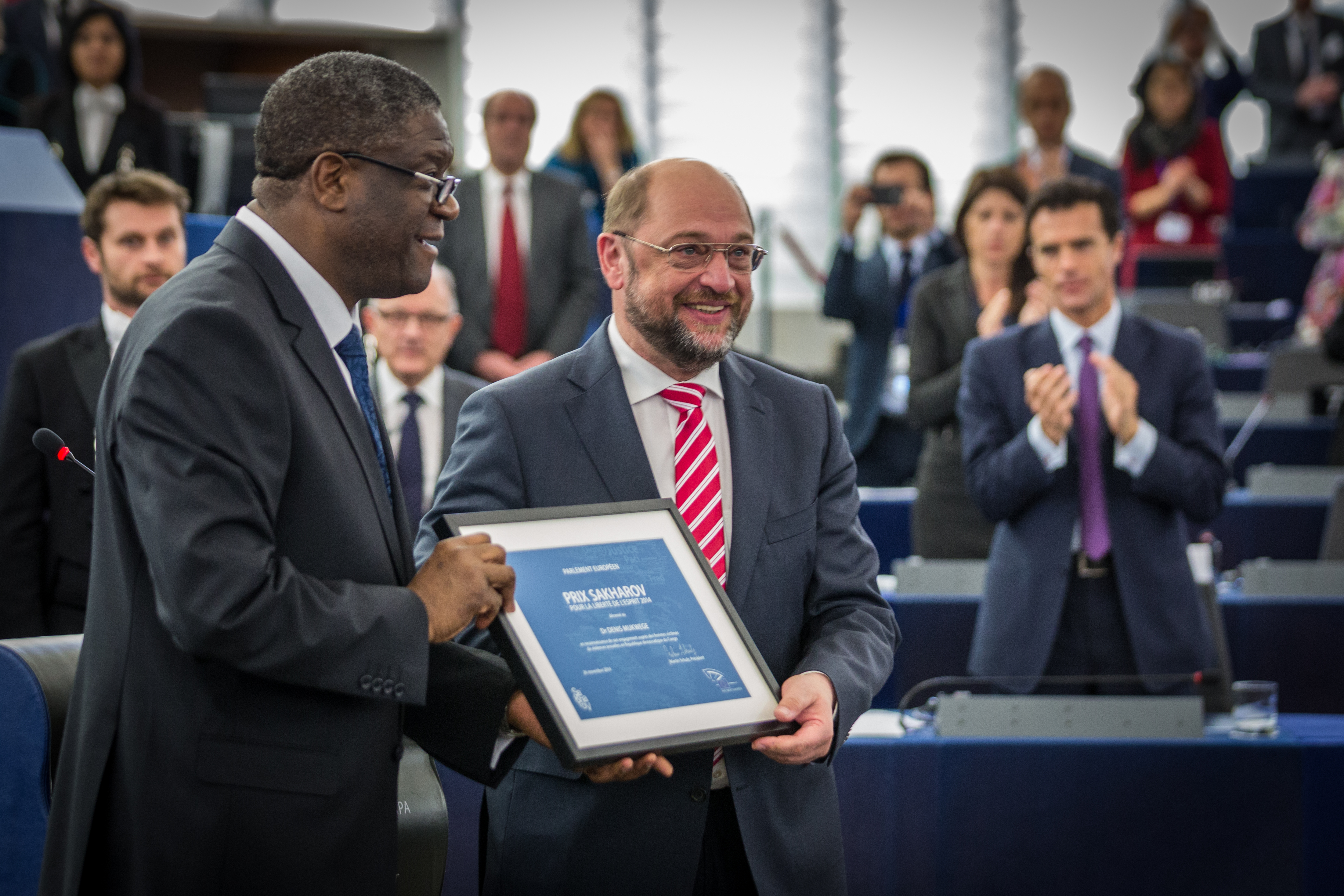
Председатель Европарламента Мартин Шульц вручает Дени Муквеге Премию Сахарова, 26 ноября 2014 года

21 октября 2014 года члены Европейского парламента единогласно присудили Муквеге премию имени Сахарова с формулировкой «за борьбу за защиту женщин», с вручением приза и денежной премии в 50 тысяч евро ближайшее время в Страсбурге. Церемония награждения прошла 26 ноября, и на ней Муквеге отметил, что «женские тела стали настоящим полем боя, изнасилование используется как инструмент войны. Это пагубно сказывается на всем обществе. Семья как его ячейка гибнет, разрушается социальная ткань. Население обращают в рабство или вынуждают бежать, экономика страдает от милитаризации. Единичный случай изнасилования — сам по себе серьезен и требует всех нас предпринять действия; в моей стране — сотни тысяч изнасилованных женщин. Мы слишком долго и слишком много энергии потратили на исправление последствий насилия, теперь настало время заняться его причинами». Вследствие этого, вручивший премию председатель Европейского парламента Мартин Шульц заявил, что «с фактической безнаказанностью за изнасилований во время вооружённых конфликтов нужно покончить. Полевые командиры, поощряющие такие действия, совершают военные преступления, за которые нужно карать как за военные преступления». После награждения Муквеге признался, что потратит средства от премии на обустройство уже существующих и создание новых центров психологической и медицинской помощи женщинам, пострадавшим от изнасилований.

## Личная жизнь
Женат на Кабойи Мапендо Маделин. У них пятеро детей: Алэйн, Патрисия, Сильви, Лиза и Дениз.

## Награды
- Специальная премия «За права человека» от Французской республики (Франция, 2007)[42]. Вручена секретарём по правам человека и иностранным делам[фр.] Рамой Яде во время визита в Букаву[43][44]
- Премия ООН в области прав человека[англ.] (ООН, 2008)[45][46]. Вручена председателем 63-й сессии Генеральной ассамблеи ООН Мигелем Д’Эското в Нью-Йорке[47]
- Премия Улофа Пальме (Швеция, 2008)[48]. Вручена на церемонии в парламенте Швеции[49]
- Премия «Африканец года» от газеты «Daily Trust[англ.]» (Нигерия, 2008)[50]. Вручена бывшим генеральным секретарём[англ.] Организации африканского единства Салимом Ахмедом Салимом[51]
- Орден Почётного легиона степени кавалера (Франция, 2009)[52]. Вручён послом Франции в ДР Конго[фр.] Пьером Жакьемо на церемонии в Киншасе[53]
- Премия[нидерл.] Ван Хейвена Годхарта[нидерл.] от Фонда беженцев[нидерл.] (Нидерланды, 2010)[54]
- Степень почетного доктора медицинского факультета Университета Умео (Швеция, 2010)[55]
- Медаль Валленберга[англ.] от Мичиганского университета (США, 2010)[56]
- Международная премия развития короля Бодуэна[англ.] от Фонда короля Бодуэна[англ.] (Бельгия, 2011)[57]
- Премия «Гражданин мира» за лидерство в гражданском обществе от Фонда Клинтона[англ.][58]
- Орден Почётного легиона степени офицера (Франция, 2013)[59][60]. Вручён министром по делам Франкофонии[фр.] Яминой Бенгиги[фр.] на церемонии в Букаву[61][62]
- Премия «За права человека» от «Human Rights First» (США, 2013)[63]
- Премия «За правильный образ жизни» (Швеция, 2013)[14]
- Премия «За предотвращение конфликтов» от Фонда Ширака[англ.] (Франция, 2013)[64]
- Степень почётного доктора Лувенского католического университета (Бельгия, 2014)[65][66]
- Премия «За продвижение женщин в мире и безопасности» имени Хиллари Клинтон от Джорджтаунского университета (США, 2014)[67]
- Премия этики Инамори от Фонда Инамори[англ.] и Кейсовского университета Западного резервного района (Япония/США, 2014)[68]
- Премия имени Сахарова от Европейского парламента (2014 год)[69]
- Степень почётного доктора Гарвардского университета (США, 2015)[70]
- Нобелевская премия мира (Норвегия, 2018, совместно с Надей Мурад)[71][72]